# Princess Face
Princess Face, född 21 april 2012 i Vomb i Skåne län, är en svensk varmblodig travhäst. Hon tränades av sin uppfödare Lutfi Kolgjini och kördes oftast av Adrian Kolgjini.
Princess Face tävlade åren 2015–2017 och sprang in 4,6 miljoner kronor på 25 starter varav 7 segrar, 8 andraplatser och 2 tredjeplatser. Hon tog karriärens största segrar i Korta E3 (2015) och Drottning Silvias Pokal (2016). Hon kom även på andraplats i Svenskt Trav-Oaks (2015) och Breeders' Crown (2015).